# Middelrode
Middelrode (Brabants: Mirroi of Milrooij) is een dorp in de Nederlandse provincie Noord-Brabant, gelegen in de Meierij van 's-Hertogenbosch langs de rivier de Aa. Op 1 januari 2023 telde Middelrode 2.065 inwoners, op een oppervlakte van 6,44 km². 
Tot de gemeentelijke herindeling in 1996 hoorde Middelrode bij de zelfstandige gemeente Berlicum. Deze gemeente werd samen met de gemeente Den Dungen toegevoegd aan de gemeente Sint-Michielsgestel. Middelrode is lange tijd een agrarisch dorp geweest. Na de Tweede Wereldoorlog is Middelrode geleidelijk veranderd in een forensendorp. Er is een rooms-katholieke kerk, een café, een buurthuis en een basisschool. Verder liggen iets buiten de oorspronkelijke dorpskern van Middelrode ten zuidwesten van de rivier de Aa de restanten van een kasteeltje, gelegen in landgoed Seldensate. Het poortgebouw met duiventoren, behorende bij het voormalig kasteeltje staat nog overeind.

## Toponymie
De naam Middelroij uit de Middeleeuwen is nu Middelrode en in het Brabants dialect 'Mirrói' of 'Milrooij'. De betekenis van 'Roij' of 'Rode' is 'van bomen ontdaan', oftewel 'ontginning'. Letterlijk betekent Middelrode dus 'middelste ontginning'.

## Geschiedenis
De oudste bodemvondsten die in Middelrode gedaan zijn, bestaan uit gebruiksvoorwerpen die dateren uit de periode 3000 tot 2000 voor Christus. Jongere sporen van bewoning zijn gevonden oostelijk van de huidige Zandstraat, deze dateren uit de periode van 1000 voor Christus tot ongeveer 500 voor Christus. Waarschijnlijk rond 1250 na Christus zijn de eerste mensen zich permanent gaan vestigen op de plek waar nu Middelrode is. Middelrode is ontstaan ten zuidwesten van de rivier de Aa. Op de plaats waar de Assendelftseweg, de Brugstraat en de Kapelstraat elkaar kruisen nabij de brug over de rivier de Aa, ligt de oorspronkelijke dorpskern van Middelrode. Al in de 14e eeuw was bij deze doorwaadbare plaats in de rivier de Aa een houten brug gebouwd. Deze was onderdeel van een oude handelsroute die de stad Luik verbond met het Land van Ravenstein. Bij deze rivierovergang ontstonden in de 13e en 14e eeuw enkele herbergen met brouwerijen, het kasteeltje Assendelft (toen nog geheten Ten Bergulen) en in de 15e eeuw ook een kapel. In de nabijheid werd op de grens met Heeswijk daar waar de rivier Leijgraaf in de rivier de Aa uitmondt in 1344 de Watermolen Ter Steen gebouwd.
Rond 1445 werd bij de brug een kapel gebouwd die gewijd was aan de Heilige Cornelius en aan Onze Lieve Vrouw. In 1443 werd een beneficie gevestigd aan de kapelle te Middelroeij. Zo kon men tijdens werkdagen de Mis bezoeken, waartoe men zich anders naar de parochiekerk te Berlicum zou moeten begeven. Vanaf omstreeks 1461 was het ook mogelijk om in deze kapel de zondagsmis bij te wonen. De kapel deed dienst tot 1648. Toen werd ze door de Hervormden genaast en ging dienstdoen als school. In 1830 werd het gebouw echter afgebroken, waarna een nieuw schoolgebouw met onderwijzerswoning werd gebouwd dat het uiterlijk van een kapel zou hebben gehad en in 1957 werd gesloopt.
Omstreeks 1800 is de dorpskern verschoven naar de rechterzijde van de rivier de Aa, op de plaats waar herberg de Driezeeg gelegen was. De dorpskern van Middelrode bij de Driezeeg werd zwaar beschadigd gedurende het einde van de Tweede Wereldoorlog, in oktober 1944, waarbij de meeste woningen onherstelbaar beschadigd werden. Na de Tweede Wereldoorlog is de dorpskern opnieuw ingericht, waarbij het aangezicht ervan volledig veranderd is en in niets lijkt op de situatie van vóór de Tweede Wereldoorlog. Onderdeel van deze herinrichting vormde de bouw van de R.K. Allerheiligst Sacramentkerk, een ontwerp van Jan Strik in de stijl van de Bossche School, waarvan de bouw in 1950 voltooid werd. Deze kerk heeft een klok uit 1483 die afkomstig is van de voormalige kapel. Eind november 2007 werden plannen ontvouwd om de Sacramentskerk af te stoten nadat in 2004 de parochies van Berlicum en Middelrode al tot een Pastorale Eenheid werden samengevoegd die vernoemd is naar Sint-Norbertus.

## Bezienswaardigheden
- Landgoed Seldensate, met de restanten van een kasteeltje.
- De resten van Huize Assendelft, aan de weg van Middelrode naar Schijndel.
- De Kerk van het Allerheiligst Sacrament, in basilicastijl, uit 1950.

## Natuur en landschap
Middelrode ligt in het dal van de Aa. Deze rivier was eerder gekanaliseerd. Enkele afgesneden meanders zijn door waterschap Aa en Maas weer aangesloten aan de Aa en nieuwe meanders zijn gegraven. De plannen hiervoor zijn in overleg met omwonenden en belanghebbende partijen opgesteld. De oude gekanaliseerde Aa is inmiddels gedempt. Ten oosten van Middelrode komt de Leigraaf in de Aa uit. Deze vormde vroeger de gemeentegrens. Aan de overzijde van de Aa ligt het landgoed Seldensate en iets ten zuidoosten daarvan de overblijfselen van Huize Assendelft. Naar het oosten liggen de Heeswijkse Bossen terwijl zich in het zuidoosten Kasteel Heeswijk bevindt, aansluitend op het natuurgebied Wijboschbroek op het grondgebied van Schijndel en aan de overzijde van de Zuid-Willemsvaart. Ten noorden van Middelrode ligt landbouwgebied en heideontginning.

## Nabijgelegen kernen
Berlicum, Heeswijk, Kaathoven, Schijndel

## Externe link

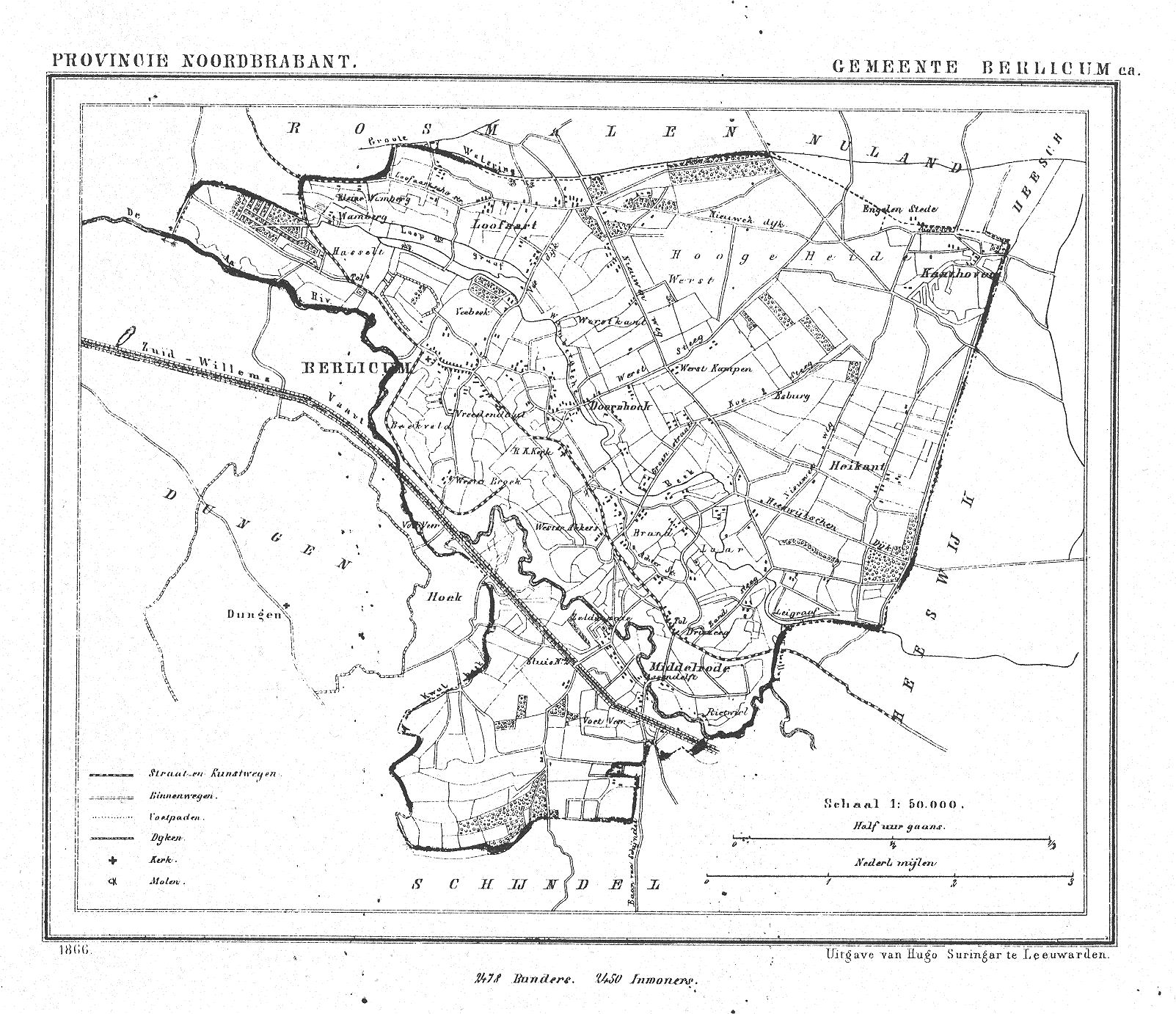
Kaart van Berlicum en Middelrode uit 1866
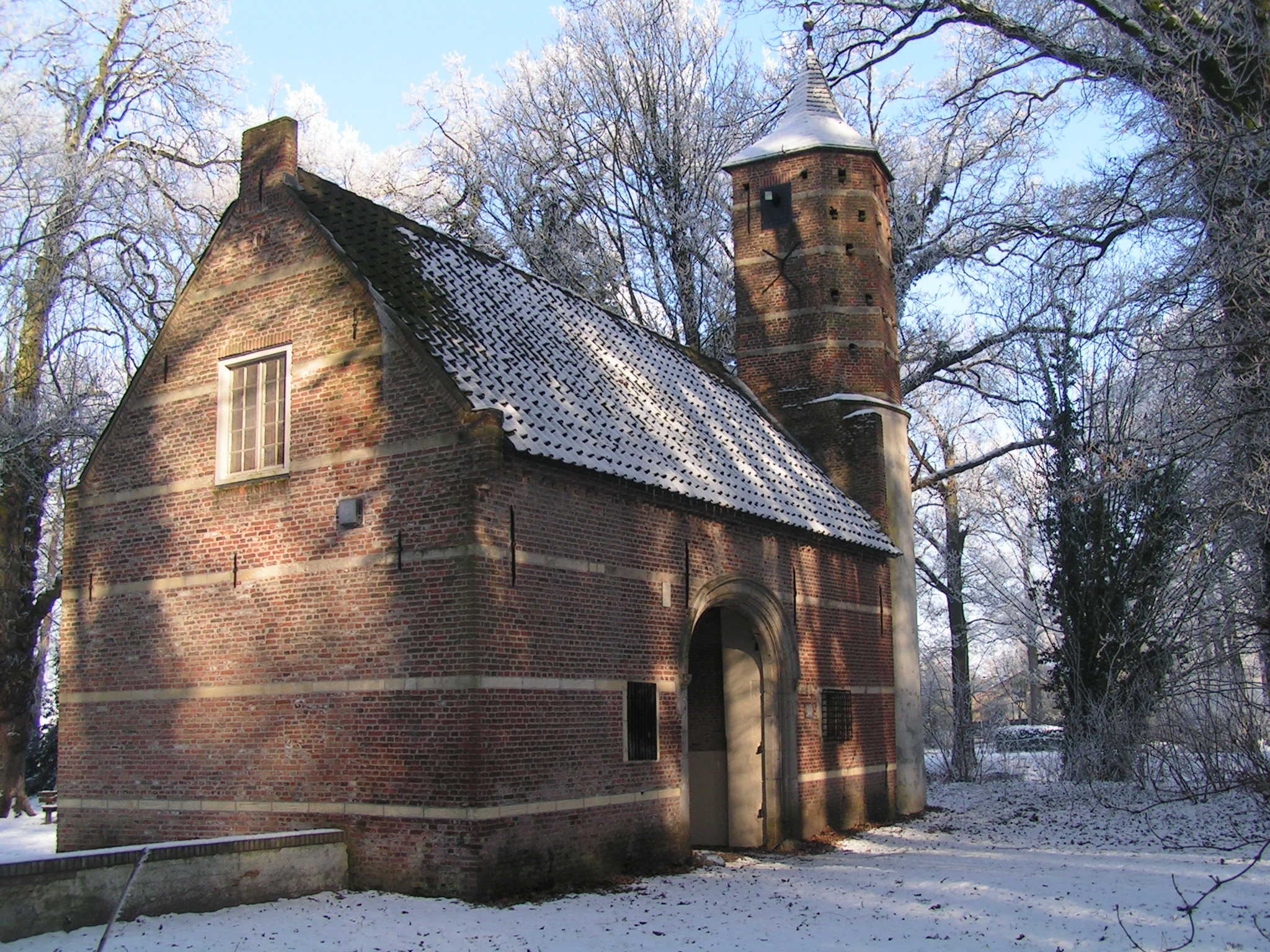
Poortgebouw en duiventoren van voormalig kasteel Seldensate
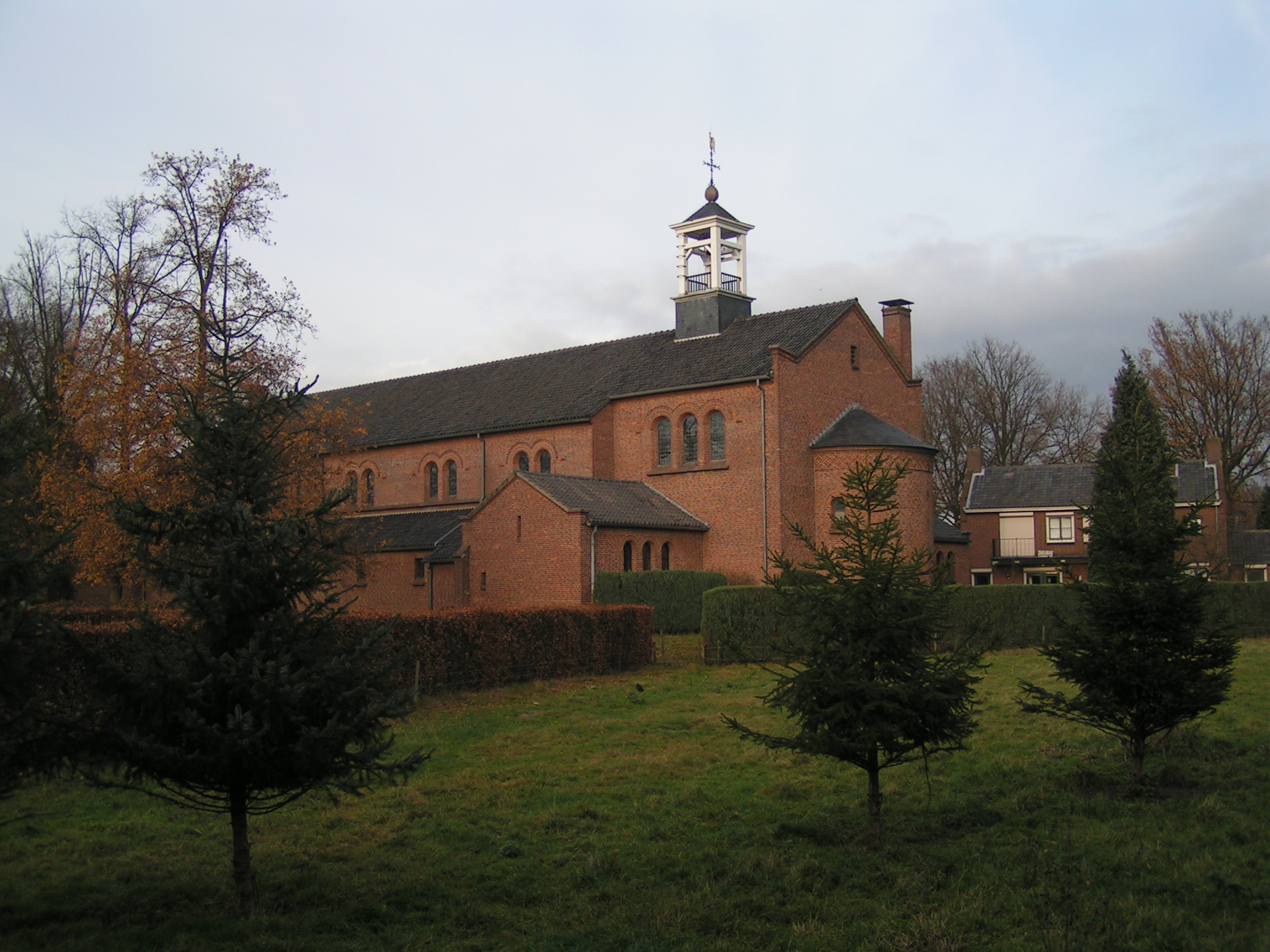
R.K. kerk Allerheiligst Sacrament te Middelrode